# Alfredo Solares
Alfredo Solares, conocido como El Pelón Solares (Monterrey, 9 de diciembre de 1933-Cuernavaca, 20 de marzo de 2023), fue un actor, director, guionista y profesor de actuación mexicano.

## Carrera artística
Ganador del Ariel al Mejor Actor de Cuadro por su papel dramático en El homicida (1990), y nominado a otro de la misma categoría. Destacó sobre todo por su trabajo en el llamado cine de ficheras, y también en películas como Fray Justicia (2009) y Las vedettes (1983). Inició su carrera artística en 1962.

## Filmografía
Dos Machos Que Ladran No Muerden
De todas...todas
Los Plomeros y las Ficheras
El día de los albañiles 2
Se me sale cuando me río
El Homicida